# Казковий (ботанічна пам'ятка природи)
Казко́вий — ботанічна пам'ятка природи місцевого значення в Україні. Об'єкт розташований на території Подільського району Одеської області, в селищі Борщі (станція Борщі), вул. Польова, 1. 
Площа — 0,6152 га. Статус отриманий у 1993 році. Перебуває у віданні Борщівської загальноосвітньої школи І-ІІІ ступеня. 